# Osobnjak Golubinych
Osobnjak Golubinych (Особняк Голубиных) è un film del 1924 diretto da Vladimir Gardin.